# La Voile Rouge

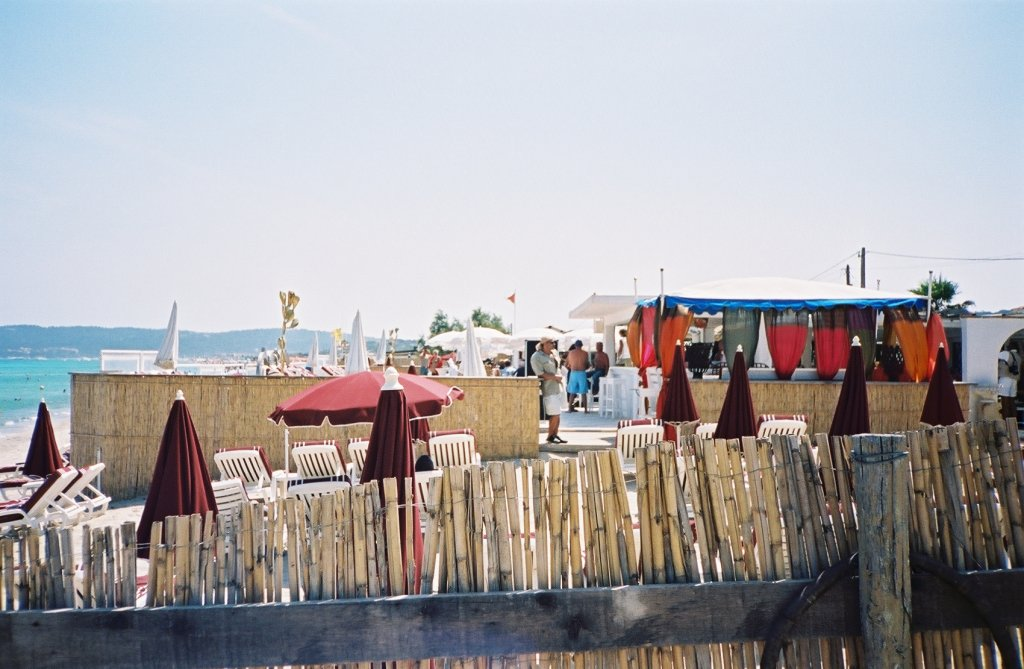
Club La Voile Rouge sur la plage de Pampelonne.

La Voile Rouge était un célèbre « club-plage privée » situé sur la plage dite de « Pampelonne » à Ramatuelle dans le département du Var.

## Historique
La Voile Rouge fut créée en 1963 par Paul Tomaselli avec sa mère à la cuisine. Ce fut un haut-lieu de la « démesure » des années 60 et 70 et ce jusqu’au milieu des années 2000.  
À l’époque encore inconnus, les Gipsy King s’y produisent régulièrement et des magiciens de close-up comme David Jarre ou encore David Stone y ont fait leurs débuts en passant entre les tables. 
Par délibérations des 24 mars et 30 mai 2000, la commune de Ramatuelle procéda à l'attribution des lots de plage à Pampelonne à l'exception du lot n° 6 qui correspondait au lot de l'établissement de la Voile Rouge dont il était décidé le rétablissement à l'état naturel . Le maire de Ramatuelle notifia le 27 mars 2000 à Paul Tomaselli le non-renouvellement de son contrat pour l'exploitation du lot n° 6 en lui enjoignait avant le 29 avril 2000 de quitter les lieux et de les remettre dans leur état naturel. Cette non-attribution du lot était due « aux nuisances sonores très importantes dénoncées par de multiples pétitions du voisinage, mais aussi des infractions à la législation du travail, des infractions au code de l’urbanisme, etc. Attribuer envers et contre tous une autorisation d’exploiter dans ces conditions le domaine public, était encourager et se rendre complices des nuisances subies par des dizaines de plaignants ». 
À la requête de Paul Tomaselli, le tribunal administratif de Nice suspendit par ordonnance du 5 mai 2000 la délibération du 24 mars 2000 par laquelle la commune a décidé de l'attribution des lots et annula par jugement du 17 octobre 2000 les délibérations du conseil municipal de Ramatuelle mais non l'injonction du maire de quitter les lieux et de les remettre dans leur état naturel. Entre-temps, le conseil municipal par délibération du 8 septembre 2000 autorisa le maire à organiser une nouvelle procédure d'attribution des lots avec nouvelle numérotation des lots de plage qui n'incluait pas le fameux lot n° 6. A la requête de Paul Tomaselli, le tribunal administratif de Nice, par jugement du 10 avril 2001, annula également cette délibération. 
La cour administrative d'appel de Marseille, par un arrêt en date du 12 décembre 2002, confirma uniquement l'annulation de la délibération du 30 mai 2000 qui avait été prononcé par le tribunal administratif de Nice le 17 octobre 2000 et, par un arrêt du 12 décembre 2002, annula le jugement du tribunal administratif de Nice du 10 avril 2001.
Alors qu'une nouvelle procédure d'attribution des sous-concessions avait été initiée par la commune de Ramatuelle, la commission des délégations de service public de la commune refusa, par décision du 20 septembre 2002, l'admission de la candidature de Paul Tomaselli à présenter une offre pour l'attribution de lots de plage pour l'exploitation du service public des bains de mer et la commune, par délibération du 5 mars 2003, approuva le choix des entreprises délégataires du service public de plage parmi lesquels ne figurait pas Paul Tomaselli.
Dans le cadre d'une nouvelle procédure d'attribution des sous-concessions, la commission des délégations de service public de la commune refusa à nouveau, par décision du 8 janvier 2004, l'admission de la candidature de Paul Tomaselli à présenter une offre pour l'attribution de lots de plage pour l'exploitation du service public des bains de mer.
Le Conseil d’État dans son arrêt du 8 juin 2005 annula, pour un tout autre motif, la délibération du conseil municipal de Ramatuelle du 30 mai 2000 ainsi que la décision du maire du 27 mars 2000 car fondée sur la délibération du 24 mars 2000 qui avait été annulée par le jugement du tribunal administratif de Nice lequel était devenu définitif (car n'ayant pas fait l'objet d'un appel sur ce point). Par ailleurs, dans son arrêt du 5 octobre 2005, le Conseil d’État annula l'arrêt de la cour administrative d'appel du 12 décembre 2002, confirmant le jugement du tribunal de Nice du 10 avril 2001 en ce qu'il avait annulé la délibération du conseil municipal de Ramatuelle du 8 septembre 2000.
Le tribunal administratif de Nice annula, par jugements du 16 octobre 2007, la décision de la commission des délégations de service public de la commune de Ramatuelle du 20 septembre 2002 et du 8 janvier 2004 qui avait rejeté la candidature de Paul Tomaselli ainsi que la délibération du conseil municipal de Ramatuelle du 5 mars 2003 qui avait attribué les lots de plage. Ces jugements furent confirmés par deux arrêts de la cour administrative d'appel de Marseille du 7 décembre 2009 et du 1er mars 2010. 
Le Conseil d’État, dans ses arrêts du 24 novembre 2010 et du 27 janvier 2011, annula les arrêts de la cour administrative d'appel de Marseille de 2009 et de 2010 donnant ainsi raison à la commune de Ramatuelle qui avait rejeté la candidature de Paul Tomaselli.
Durant ces procédures et bien que le lot ne fut plus attribué en sous-concession par la commune de Ramatuelle, l'établissement continua d'être exploité. L'établissement, ainsi que les procédures devant les tribunaux administratifs, fut repris en 2005 par Ange Tomaselli à la suite du décès de Paul Tomaselli en février 2005. Dans sa délibération du 28 juillet 2010, la commune de Ramatuelle décida de percevoir, pour l'année 2009, une indemnité d'environ 70 000 euros pour occupation sans titre du domaine public maritime concédé par l'État.
Par jugement du 25 mars 2011, le tribunal administratif de Toulon ordonna finalement la démolition des installations illicites de la Voile Rouge. La cour administrative d’appel de Marseille, dans son arrêt du 11 juillet 2011, décida qu’il n’y avait pas lieu de sursoir à l’exécution du jugement. En novembre 2011, la Préfecture évacue l'établissement au terme d'une procédure qui aura duré dix ans. La démolition de l'établissement, ordonnée par le préfet Paul Mourier et la justice, a débuté le 7 décembre 2011. Par ordonnance du 16 décembre 2011, le juge des référés du tribunal administratif de Toulon rejeta la demande d'Ange Tomaselli d'enjoindre au préfet du Var de faire cesser les opérations de destruction des installations de l'établissement. Le Conseil d’État rejeta, dans son arrêt du 7 mars 2012, le pourvoi formé par Ange Tomaselli. 
Antoine Tomaselli décida alors, dans la nuit du 8 au 9 juin 2012, d'installer des structures démontables sur l'ancienne aire de stationnement de la Voile Rouge qui était une parcelle n'appartenant pas au domaine public maritime de l'État et comme telle échappant à la concession conclue avec la commune de Ramatuelle. En utilisant des structures démontables, Antoine Tomaselli pensait pouvoir bénéficier d'une dérogation du code de l'urbanisme qui ne requiert pas de permis de construire dans certains cas. Par arrêté du 12 juin 2012, le maire de Ramatuelle, estimant qu"il aurait fallu déposer un permis de construire, ordonna l'interruption des travaux. Le juge des référés du tribunal administratif de Toulon, saisi par Antoine Tomaselli, rejeta la demande de suspension de l'exécution de l'arrêté du maire. Le Conseil d’État rejeta, dans son arrêt du 18 juillet 2012, la requête d'Antoine Tomaselli d'annuler l'ordonnance de référé du tribunal administratif de Toulon. C'en était définitivement fini de la Voile Rouge.
Antoine Tomaselli comparaissait le 11 janvier 2013 devant le tribunal correctionnel de Draguignan pour exécution de travaux sans permis de construire et infraction à la loi Littoral. Le tribunal correctionnel de Draguignan condamnait le 7 février 2013 Antoine Tomaselli à 20 000 euros d'amende dont 15 000 euros avec sursis et la société qu'il contrôlait (Tom-Tea) à 5 000 euros d'amende pour construction sans permis, ordonnait la remise en état des lieux sous astreinte de 75 euros par jour de retard et relaxait Antoine Tomaselli du chef de construction non autorisée sur la bande des 100 mètres à compter de la limite du rivage (infraction au plan local d'urbanisme).

## Compilations musicales
- La Voile Rouge St Tropez Chill Out / House Mixé par Dj Richard Arthur Dero, Universal / Ulm
- La Voile Rouge St Tropez : Lounge & World Dance, Emi / Atoll, CD Album
- La Voile Rouge St Tropez 2002 : Wea / Shake It Records, CD Album
- La Voile Rouge St Tropez 2003 : Dero, Dj Richard Arthur, Universal, CD Album
- La Voile Rouge St Tropez 2009 : Compilation Techno : Universal Music, 2 CD Album